# Ariald de Carimate
Ariald de Carimate ou Arialdo (°1010 - †1066) est un saint chrétien milanais du XIe siècle, réformateur des mœurs du clergé dans cette ville. Il est fêté le 27 juin.

## Vie
Arialdo était de noble origine, né aux environs de Milan, à Carimate. Il fit ses études à Laon en France, et fut ordonné diacre à la cathédrale de Milan.
À la suite de ses vigoureuses critiques sur l'immoralité du clergé, il fut excommunié par l'évêque Guido da Velate, mais le pape Alexandre II annula ce châtiment et l'encouragea à continuer sa réforme.
Il réussit à faire excommunier l'évêque à cause de ses multiples manquements, mais une émeute s'ensuivit, durant laquelle Arialdo fut sérieusement blessé. Peu de temps avant, on avait essayé d'attenter à sa vie en le frappant avec une épée empoisonnée.
Blessé, il fut transporté sur Îlet Partegora, une île du Lac Majeur où il fut torturé par deux clercs qui lui arrachèrent les yeux, les oreilles, le nez, les mains, les pieds et les parties génitales. Quand il fut mort, ils attachèrent des poids à son corps et le jetèrent dans le lac. Ceci se passa le 27 juin 1066.

## Après sa mort

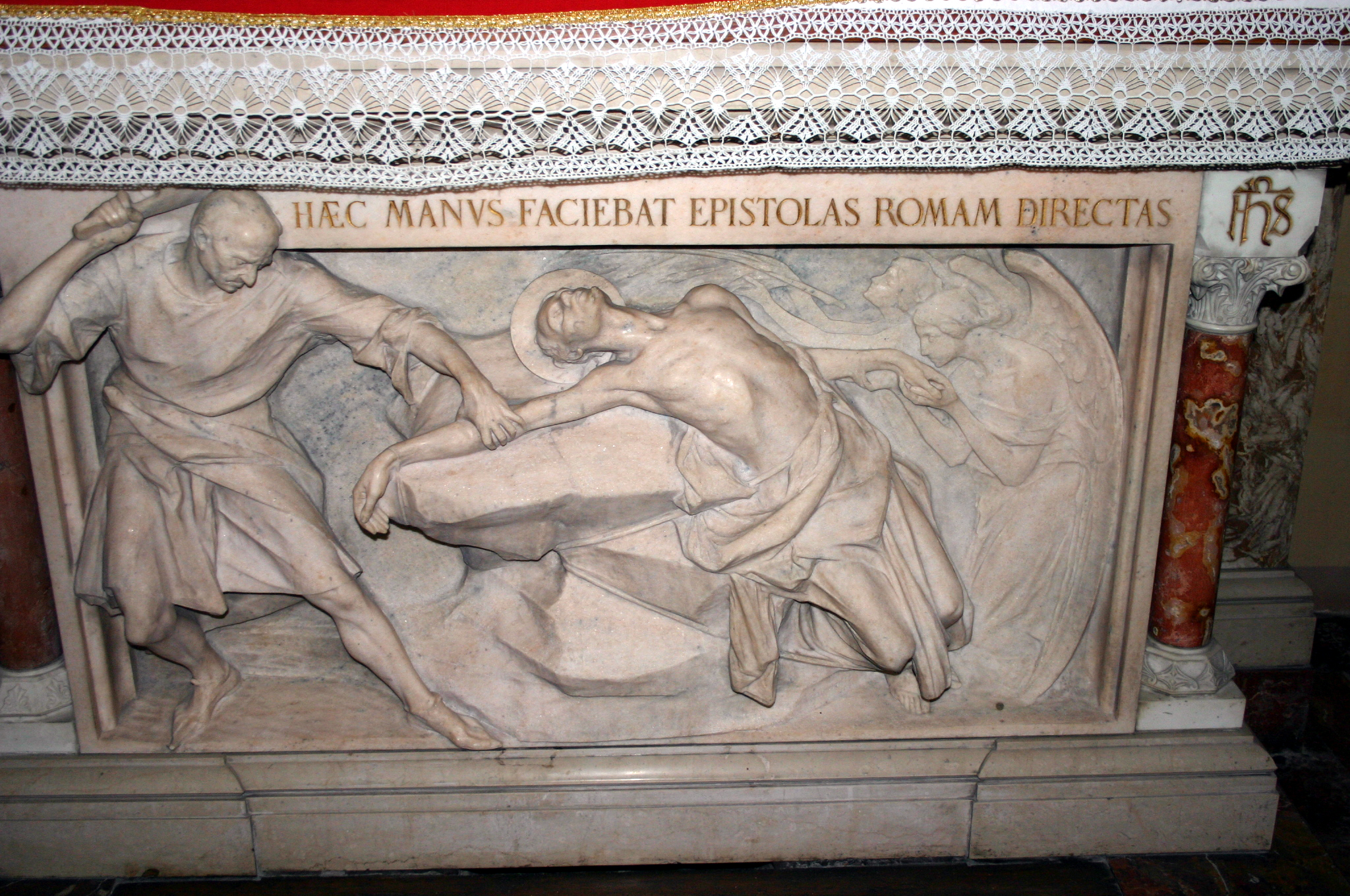
Le martyre de Saint Arialdo dans l'église San Calimero à Milan

Dix mois plus tard, on retrouva son corps dans le Lac Majeur en parfait état de conservation, d'où il se dégageait une suave odeur.
Il fut transporté en grande pompe à Milan et exposé dans l'église Saint Ambroise depuis l'Ascension jusqu'à la Pentecôte. Il fut enterré dans l'église Saint Celsus et l'année suivante, en 1067, le Pape Alexandre II le canonisait et le déclarait martyr.

## Hagiographie
- Vita de sanctis martyribus Arialdo diacono et Herlembaldo milite (AA SS juin, t. 5, 27 juin, 282-303 ; BHL n° 673-676 (XIe s.) - André de Vallombreuse

## Sources et références
- (en) Cet article est partiellement ou en totalité issu de l’article de Wikipédia en anglais intitulé « Arialdo » (voir la liste des auteurs).

1. ↑  Nominis : Saint Ariald